# 1308
Évszázadok: 13. század – 14. század – 15. század
Évtizedek: 1250-es évek – 1260-as évek – 1270-es évek – 1280-as évek – 1290-es évek – 1300-as évek – 1310-es évek – 1320-as évek – 1330-as évek – 1340-es évek – 1350-es évek
Évek: 1303 – 1304 – 1305 – 1306 –  1307 – 1308 – 1309 – 1310 – 1311 – 1312 – 1313

## Események

### Határozott dátumú események
- január 9–11. – Az angol templomosok letartóztatása.[1]
- január 25. – II. Eduárd angol király házassága Izabella francia hercegnővel.
- május 1. – II. Rudolf osztrák herceg fia, a családi osztozkodással elégedetlen, magát kisemmizve érző Sváb János meggyilkolja nagybátyját, I. Albert német királyt.[2]
- augusztus 12. – V. Kelemen pápa 88 pontban foglalja össze a Brit-szigeteken tevékenykedő templomosok bűneit, és megnevezi az inkvizítorokat, Dieudonné apátot és Sicard de Vaurt, akik döntenek sorsuk felől.
- november 10. – Csák Máté és a – vele tárgyalásokat kezdeményező – pápai legátus, Gentile bíboros a kékesi kolostorban megállapodnak, s a trencséni tartományúr elismeri Károlyt Magyarország igazi királyának.[3]
- november 27. – A pesti országgyűlés megerősíti Károly Róbert megválasztását magyar királlyá.[3]
- november 27. – VII. Henrik német királlyá választása.

### Határozatlan dátumú események
- a tavasz folyamán – V. Kelemen pápa Gentile bíborost küldi legátusként Magyarországra, aki Károly Róbert mellé állítja a magyar egyházi vezetőket. (Erre az oligarchák is sorra ismerik el Károly Róbertet királynak.)[4]
- az év folyamán – Kán László vajda szabadon bocsátja Ottót, aki lemond a trónról és elhagyja az országot.[4]

## Születések
- IV. István Uroš szerb cár
- III. Johanna burgundi grófnő

## Halálozások
- május 1. – I. Albert német király (* 1255)
- június 13. – Erlendur püspök